# Manuel Martínez Faixa
Manuel Martínez Faixa (Almería, 1892 - ?) fou un compositor espanyol.
Estudià a Madrid i després completà la seva educació artística sota la direcció del cèlebre director d'orquestra alemany Walter Rabl, que l'inicià en els secrets de la direcció d'una orquestra, practicant-la al front de nombroses agrupacions instrumentals i vocals.
Durant el segle XX figurà entre els millors directors d'orquestra espanyols i també ocupà un lloc distingit com a compositor, donant al teatre multitud de sarsueles.
A més és autor, de nombrosos i aplaudits cuplés i d'algunes obres instrumentals.

## Llistat de Sarsueles
- El fin del viaje.
- Buena noche.
- La trianera.
- La viudita.
- El nuevo presidente.
- El gran premio.
- Los nuevos ricos.
- Y la revista.
- ¿A qué teatro vamos?
- Comedias y Comediantes (Madrid, 1923)